# Discoverer 33

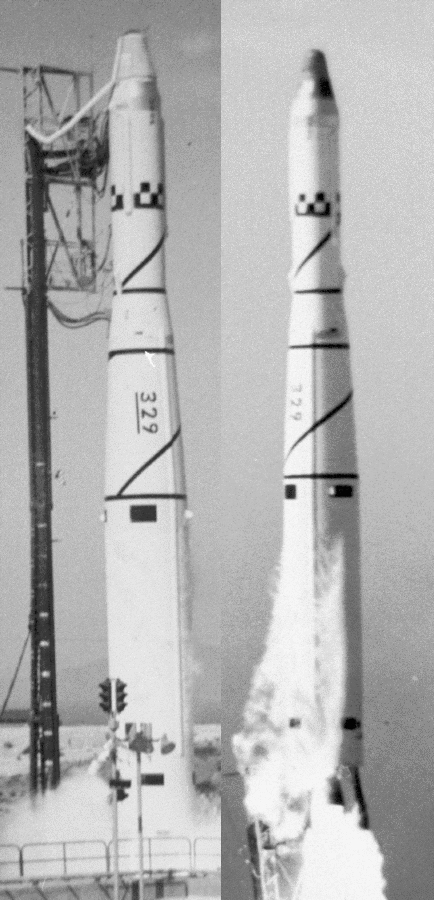
Dwa zdjęcia ze startu rakiety Thor Agena B z satelitą Discoverer 33

 Discoverer 33 – amerykański satelita wywiadowczy. Stanowił część tajnego programu CORONA. Należał do serii KH-3 tego programu. 
Start, który odbył się z kosmodromu Vandenberg, w dniu 23 października 1961, o godzinie 19:23 GMT, nie powiódł się. Przyczyną nieosiągnięcia orbity było nieodłączenie się satelity od członu głównego. Satelita spłonął w atmosferze jeszcze tego samego dnia. Niepowodzenie to oznaczono w katalogu COSPAR, jako 1961-F10. 
Satelita był własnością amerykańskiego wywiadu (dzisiejszej CIA), a zbudowała go firma Lockheed Martin.
Inne nazwy misji, to: Corona 33, CORONA 9026, KH-3 9026, Agena B 1116, FTV-1116. Oznaczeniem kapsuły powrotnej było SRV 513.